# Shantaram
Shantaram is een boek uit 2003 geschreven door Gregory David Roberts.
Het verhaal gaat over een Australische voortvluchtige die in het begin van de jaren 1980 in Bombay belandt en uiteindelijk lid wordt van de Mumbaiker maffia. Roberts werd uiteindelijk in Duitsland opgepakt met een vals paspoort en heeft, na zijn resterende straf in Australië te hebben uitgezeten, zijn verhaal geschreven.
Er is enige onduidelijkheid in hoeverre het verhaal echt gebeurd is, maar ongetwijfeld zullen er veel parallellen lopen tussen feit en fictie.
Sinds 2007 is de verfilming in voorbereiding met onder anderen Amitabh Bachchan en Emily Watson. In oktober 2022 startte de serie op Apple TV+.